# یوساکی-زاژکا
یوساکی-زاژکا (به لهستانی:  Jusaki-Zarzeka) یک روستا در لهستان است که در گمینا وومازه واقع شده‌است.